# Zdeněk Janalík
Zdeněk Janalík (* 13. února 1960 Přílepy) je český politik, bývalý senátor za obvod č. 76 – Kroměříž, bývalý starosta Holešova a člen ODS.

## Vzdělání, profese a rodina
Po maturitě na holešovském gymnáziu vystudoval Pedagogickou fakultu Univerzity Palackého v Olomouci. Poté až do roku 1992 působil jako středoškolský učitel. V letech 1992 až 2005 byl ředitelem Gymnázia Ladislava Jaroše v Holešově. Tuto funkci zastával opět  v letech 2012-2024.
S manželkou Lenkou má dceru Lucii.

## Politická kariéra
V letech 1985–1989 byl členem KSČ. V roce 1996 se stal členem ODS. V roce 1994 byl zvolen do zastupitelstva Holešova, kde působil až do roku 2018. V letech 2006-2012 vykonával funkci starosty.
V roce 2004 se stal členem Senátu, když v prvním kole měl převahu nad komunistkou Ludmilou Štaudnerovou v poměru 30,05 % ku 20,43 % hlasů. Ve druhém kole levicovou kandidátku porazil se ziskem 65,58 % hlasů. Stal se tak členem Mandátového a imunitního výboru a Výboru pro vzdělávání, vědu, kulturu, lidská práva a petice, kde předsedal Podvýboru pro předškolní, základní a střední vzdělávání.
Ve volbách 2010 svůj mandát senátora neobhájil. Už v prvním kole jej těsně předběhl kroměřížský starosta sociální demokrat Miloš Malý; ve druhém kole pak byl levicovým kandidátem poražen poměrem 53,86 % hlasů ku 46,13 %.
Počátkem roku 2012 Janalík oznámil úmysl vrátit se do funkce ředitele Gymnázia; z toho důvodu v září 2012 rezignoval na funkci starosty a byl nahrazen stranickým kolegou Pavlem Svobodou.

## Kontroverze s vystěhováním Romů
V roce 2010 coby starosta Holešova a senátor, který se snažil obhájit svůj mandát v horní komoře parlamentu, nechal Zdeněk Janalík vystěhoval Romy z centra Holešova na periferii do takzvaných kontejnerových bytů, které nechala radnice pod jeho vedením postavit vedle místní drůbežárny. Stály 21 milionů korun. Janalík sklidil kritiku od místních obyvatel i expertů z Agentury pro sociální začleňování, že zbytečně vytváří nové ghetto. Část rodin vystěhovaných z centra se měla původně usadit ve starších obecních bytech, radnice však nakonec otočila a prosadila jejich odsunutí na okraj města.